# György Kozmann
György Kozmann (n. 23 martie 1978, Szekszárd, Tolna, Ungaria) este un canoist ce a reprezentat Ungaria, medaliat olimpic. A participat la 2 ediții ale Jocurilor Olimpice (2004, 2008) în care a câștigat două medalii de bronz.